# Giungla (Clementino)
Giungla è un singolo del rapper italiano Clementino, pubblicato il 13 maggio 2014 come quinto estratto dal terzo album in studio Mea culpa.

## Descrizione
Il singolo ha visto la partecipazione vocale del rapper italiano Rocco Hunt.

## Video musicale
Il video, diretto da Mauro Russo, è stato reso disponibile il 2 maggio 2014, undici giorni prima della diffusione del singolo nelle radio italiane, attraverso il canale YouTube del rapper.